# 高雄市政府交通局
高雄市政府交通局，高雄市政府所屬一級機關，為高雄市交通事務專門機構，2003年1月1日成立。

## 歷史
2003年1月1日以前，高雄市交通業務權責，分屬於高雄市政府建設局與高雄市政府警察局交通警察大隊。2002年8月27日，高雄市政府令，訂定發布《高雄市政府交通局組織規程》。2003年1月1日，高雄市政府交通局成立，下設第一科、第二科、第三科、第四科、資訊室、秘書室、人事室、會計室、政風室、高雄市交通事件裁決處。2004年7月26日，高雄市政府令，修正發布《高雄市政府交通局組織規程》，交通局增設停車管理中心、交通管理中心。
2010年12月25日高雄縣市合併，高雄市政府交通局與高雄縣政府觀光交通處運輸規劃科合併改制，高雄市政府捷運工程局營運監理科業務移由交通局辦理；改制後之交通局，依功能設立運輸規劃科、停車工程科、運輸管理科、交通工程科、運輸監理科、資訊室、秘書室、人事室、會計室、政風室、交通事件裁決中心、停車管理中心、智慧運輸中心。2012年1月1日，高雄市政府交通局接管交通部公路總局移交之市區客運業務、計程車業務及原屬交通部公路總局高雄區監理所管轄之交通裁罰業務。2012年3月19日，高雄市政府令，修正發布《高雄市政府交通局組織規程》第3條、第4條、第8條、第11條、第13條，交通局增設運輸設施科。
2014年1月1日，高雄市公共汽車管理處裁撤，業務移撥高雄市政府交通局；港都客運同日成立，主要係接手經營高雄市公車處既有之公車路線，首任董事長為前高雄市政府交通局局長賴文泰。

## 組織架構

### 局本部
- 局長
- 副局長（兩位）
- 主任秘書

### 內部單位
- 運輸規劃科：交通運輸政策釐訂、陸、海、空運輸系統整體規劃、督導交通相關各項業務協調整合、策訂審議及執行督導、道路安全會報有關事宜、道路交通安全教育與政策宣導等事項。
- 停車工程科：本市停車政策研擬、停車場用地管理維護及設置開發之規劃、停車場用地之徵收撥用與地上(下)物之拆遷補償、公有路外停車場興建及維修工程之設計、施工與驗收、自行 車架規劃設置及維護、停車場經營設置（變更）登記、稽查管理及違規裁處等事項。
- 運輸管理科：汽車運輸業管理、公車動態資訊系統建置及維護、車輛動員等事項。
- 交通工程科：交通管制工程規劃，標誌、標線、號誌設施及安全設施等工程之設計、施工、驗收，交通管制設施裝設及維修、號誌設備新設、車輛行車事故鑑定之督導、車輛行車事故覆議等事項。
- 運輸監理科：大眾捷運系統營運、財務、安全監理、輪船公司營運、財務、安全監理、小船經營業管理及裁罰、愛河水域交通管理、計程車運輸業管理、計程車共乘、計程車彈性運輸服務、觀光計程車、無障礙計程車專案管理、優良職業汽車駕駛人表揚等事項。
- 運輸設施科：公共運輸轉運站、候車設施、專用道、船舶停靠等設施興建等事項。
- 資訊室：綜理一般資訊業務及依法辦理資通安全業務。
- 秘書室：綜理文書研考、檔案、出納、財產、採購、事務及職工管理。
- 人事室：依法辦理人事管理業務。
- 會計室：依法辦理會計管理業務。
- 政風室：依法辦理政風業務。

### 所屬機關
- 高雄市交通事件裁決中心：違反道路交通管理事件裁罰、移送強制執行及債權憑證業務等事項。
- 高雄市政府交通局停車管理中心：公有收費停車場營運計畫擬定、運作管理、票證管理、營收統計、停車收費系統之規劃、施工、驗收等事項、公有停車場接管、設備維護、執行路邊、公有停車 場委託經營及土地租用收益之履約管理、路外停車未繳費舉發、催繳、公民營拖吊業務之招標、營運督導管理、停車場管理基金執行等事項。
- 高雄市政府交通局智慧運輸中心：智慧型運輸系統之規劃、設計、建置、運作、維護、資訊交換、協調與整合、全市交通號誌系統之時制計畫設定、變更及改善等事項。
- 高雄市輪船公司：掌理本市公共輪船業務。
- 高雄市政府交通局車輛行車事故鑑定委員會：受理民眾申請或司法/軍法機關囑託行車事故鑑定事宜。

## 機車路權
- 2019年4月11日：在台灣機車路權促進會長期呼籲下，以及高雄市議員林凱召開「高雄交通大體檢 - 車輛道路篇」公聽會後，高雄市政府交通局正式宣布，全市共有31個路口拆除遵20標誌（兩段式左轉標牌），不再強制兩段式左轉，開放機車直接左轉，另有8個路段解除內側車道禁行機車。[1]

## 外部連結
- 高雄市政府交通局 （页面存档备份，存于）（中文）（英文）